# Oeralvagonzavod

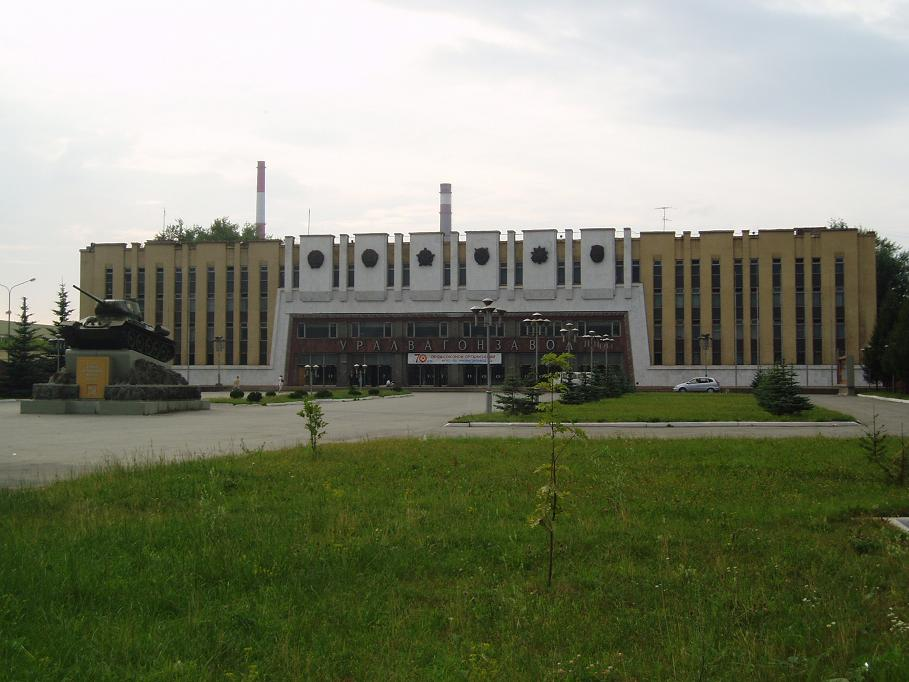
Gebouw van Oeralvagonzavod. Links een T-34 tank

Oeralvagonzavod (Russisch: Уралвагонзавод (UVZ); vertaald als "Oeral spoorwagonfabriek") of Vagonka werken is een Russisch staatsbedrijf dat zich toelegt op het ontwerp en de productie van verschillende soorten machinebouw in de Oeralstad Nizjni Tagil. De belangrijkste productgroep van het bedrijf is het ontwerp en de bouw van spoorwegrijtuigen. Het is daarnaast de grootste bouwer militaire tankvoertuigen ter wereld.

## Geschiedenis
Het bedrijf werd opgericht als speerpunt van het eerste vijfjarenplan (1931-1936) van de Sovjet-Unie als onderdeel van het "Oeral-Koeznetsk steenkool-metaalbewerkings kombinat" (voor de grootschalige ontwikkeling van de ijzer- en staalindustrie in het Koezbassindustriegebied) en werd ingezet voor de productie van zware goederenwagons voor onder andere de Russische spoorwegen. Op 11 oktober 1936 werden daarvan de eerste afgeleverd. In de Tweede Wereldoorlog was het de grootste tankfabriek van de Sovjet-Unie. Dit kwam mede doordat het Charkiv Morozov Machinebouw ontwerpbureau uit de Oekraïense SSR werd verhuisd naar de Oeral om uit handen van de Duitsers te blijven. Daar werd deze samengevoegd met Oeralvagonzavod en toen hernoemd tot "Oeral Tankfabriek nr. 183" door het Comintern. De fabriek bouwde meer dan 35.000 van de beroemde T-34 tanks in deze oorlog. Na deze oorlog richtte het bedrijf zich weer op het ontwerp en de productie van goederenwagons naast andere activiteiten zoals militaire goederen, machines voor de akkerbouw, fabrieksmachines en onderdelen voor het ruimtevaartprogramma van de Sovjet-Unie, zoals onderdelen voor de Vostok, Proton, Voschod en Energia-Boeran programma's.
Na het uiteenvallen van de Sovjet-Unie kampte het staatsbedrijf met een groot tekort aan nieuwe staatsorders en zag zich genoodzaakt om een aantal hervormingen door te voeren in het machineapparaat om concurrerend te worden op de nationale en internationale markt.
Momenteel kent het bedrijf een zeer sterke groei in het aantal orders. Dit wordt grotendeels veroorzaakt doordat het bedrijf het monopolie heeft op de productie van spoorwegtransportmaterieel binnen Rusland en doordat de Russische spoorwegen hun materieel de laatste jaren geleidelijk aan het vervangen zijn. Ook wordt het bedrijf door zijn partners sterk gewaardeerd om de kwaliteit van de machines. De traditionele markten van het bedrijf zijn onder andere Estland, Finland, Iran, Kazachstan, Letland, Mongolië, Oekraïne, Slowakije en Tadzjikistan. Het bedrijf levert ook aan India (T-72 en T90C tanks). De grootste markt is echter binnen Rusland. In mei 2005 werd door Eduard Rossel, de regionale gouverneur van oblast Sverdlovsk, aangekondigd dat het bedrijf zal worden geprivatiseerd in 2006 . De omzet van het bedrijf bedroeg in 2020 267 miljoen euro.

## Tanks
Het bedrijf is het meest bekend geworden door de productie van de Russische tanks. Bijna alle Sovjet- en Russische tanks, zoals de T-55, T-64, T-72 en T-90, zijn ontworpen door ofwel het ontwerpbureau op Oeralvagonzavod (nu Kartsev-Benediktov ontwerpbureau) of door het machinebouwontwerpbureau Morozov in de Oekraïense stad Charkiv. Tot na het uiteenvallen van de Sovjet-Unie werkten de beide ontwerpbureaus samen op een aantal gebieden.
Nog steeds worden veel nieuwe tanks, zoals de T-95, T-80UM2 Zwarte Arend (Tsjorny Orjol), Terminator en de T-14 Armata hier ontworpen en uiteindelijk geproduceerd.